# Éric Occansey
Pour les articles homonymes, voir Occansey.
Éric Occansey, né le 17 août 1964 à Jœuf, est un ancien joueur de basket-ball français, évoluant au poste d'ailier et aujourd’hui entraîneur de basket-ball à saint bonnet en champsaur. Son frère Hugues est également un ancien joueur et actuel entraîneur de basket-ball.

## Club

### Joueur
- ????-1988 :  Tours BC (Nationale 1)
- 1988-1989 :  Racing CF (Nationale 1)
- 1989-1992 :  Racing Paris Basket (Nationale 1)
- 1992-1993 :  PSG Racing Basket (Nationale 1)
- 1993-1994 :  BCM Gravelines (Pro A)
- 1994-1996 :  CRO Lyon (Pro A)
- 2000-2001 :  US Le Pontet (Nationale 3)
- 2001-2005 :  Le Pontet (Nationale 2)

## Entraîneur
- 2013-2014 : Stade Rodez Aveyron Basket
- 2023 : BBCV

### Équipe nationale
- Participation au Championnat d'Europe de basket-ball 1989